# 애드미럴티 아치

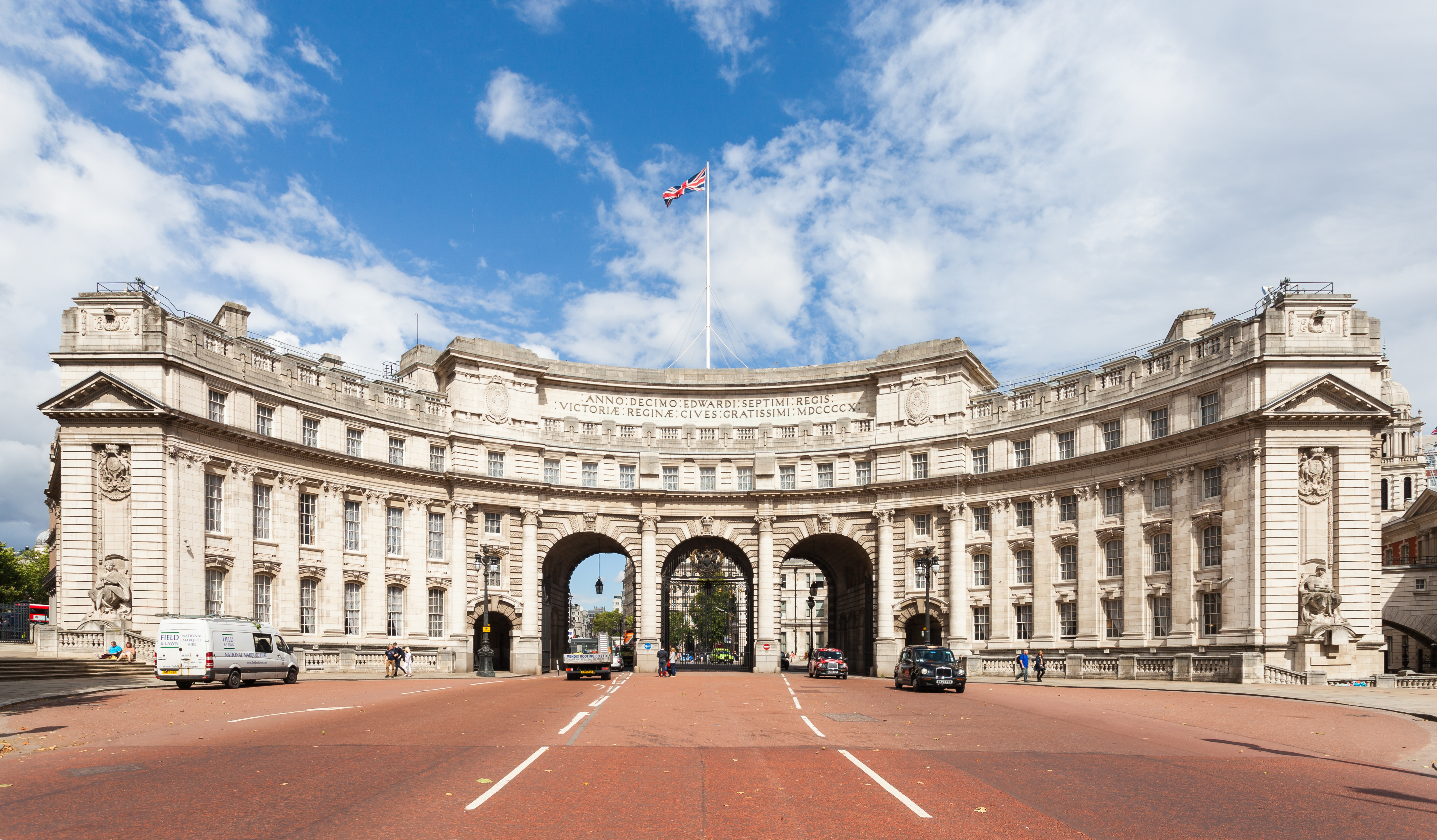
더 맬에서 바라본 애드미럴티 아치

애드미럴티 아치(영어: Admiralty Arch)는 잉글랜드 런던 시티오브웨스트민스터의 역사적인 건물이다. 남서쪽으로는 더 맬, 동북쪽으로는 트라팔가 광장으로 이어진다.
1911년 에드워드 7세가 어머니인 빅토리아 여왕을 기리기 위하여 건설하도록 하였다. 근처에 해군성이 있어 애드미럴티 아치라고도 불린다. 설계는 건축사 애스턴 웹 경이 맡았다. 아치는 모두 3개가 있는데, 중앙 아치는 국왕만 통과할 수 있다.

아치 위쪽에 새겨진 라틴어는:

: ANNO : DECIMO : EDWARDI : SEPTIMI : REGIS :
: VICTORIÆ : REGINÆ : CIVES : GRATISSIMI : MDCCCCX :

(에드워드 국왕 10년, 빅토리아 여왕께, 국민들의 감사와 함께, 1910)

1994년까지 이 건물은 해군성의 사무실 중 하나로 사용되었으며, 해군 관계자들이 거주하거나 업무를 볼 수 았었다. 해군성에서는 세계 2차 대전을 승리로 이끈 윈스턴 처칠 총리와 제임스 본드가 첫 등장하는 유명 추리 소설의 저자 이언 플래밍 등이 근무하였었다.
2013년 8월, 웨스트민스터 시의회는 애드미럴티 아치를 100개 객실의 5성급 호텔, 주택으로 복원 및 전환하는 것에 대해 프라임 인베스터스 캐피털 보관됨 2019-08-05 - 웨이백 머신에게 계획 허가를 부여했다. 프라임 인베스터스는 건축사 블레어 어소시에츠와 함께 계획 허가 관련 업무를 진행하고 있으며, 아처 험프리즈의 건축사 데이비드 아처(페닌술라 런던, 칠튼 파이어하우스, 스탠다드 런던)와 인테리어 디자이너 데이비드 밀리네릭(로얄 오페라 하우스, 빅토리아 앨버트 박물관)과 함께 애드미럴티 아치 건물의 보존 및 개발을 진행하고 있다. 2021년 기준 현재, 레지던스는 매입자 또는 세입자를 찾고 있으며, 호텔은 2023년까지 월도프 아스토리아 호텔로 개장을 목표로 하고 있다.